# Oncidium ornithorhynchum
Oncidium ornithorhynchum är en orkidéart som beskrevs av Carl Sigismund Kunth. Oncidium ornithorhynchum ingår i släktet Oncidium och familjen orkidéer. Inga underarter finns listade i Catalogue of Life.

## Bilder

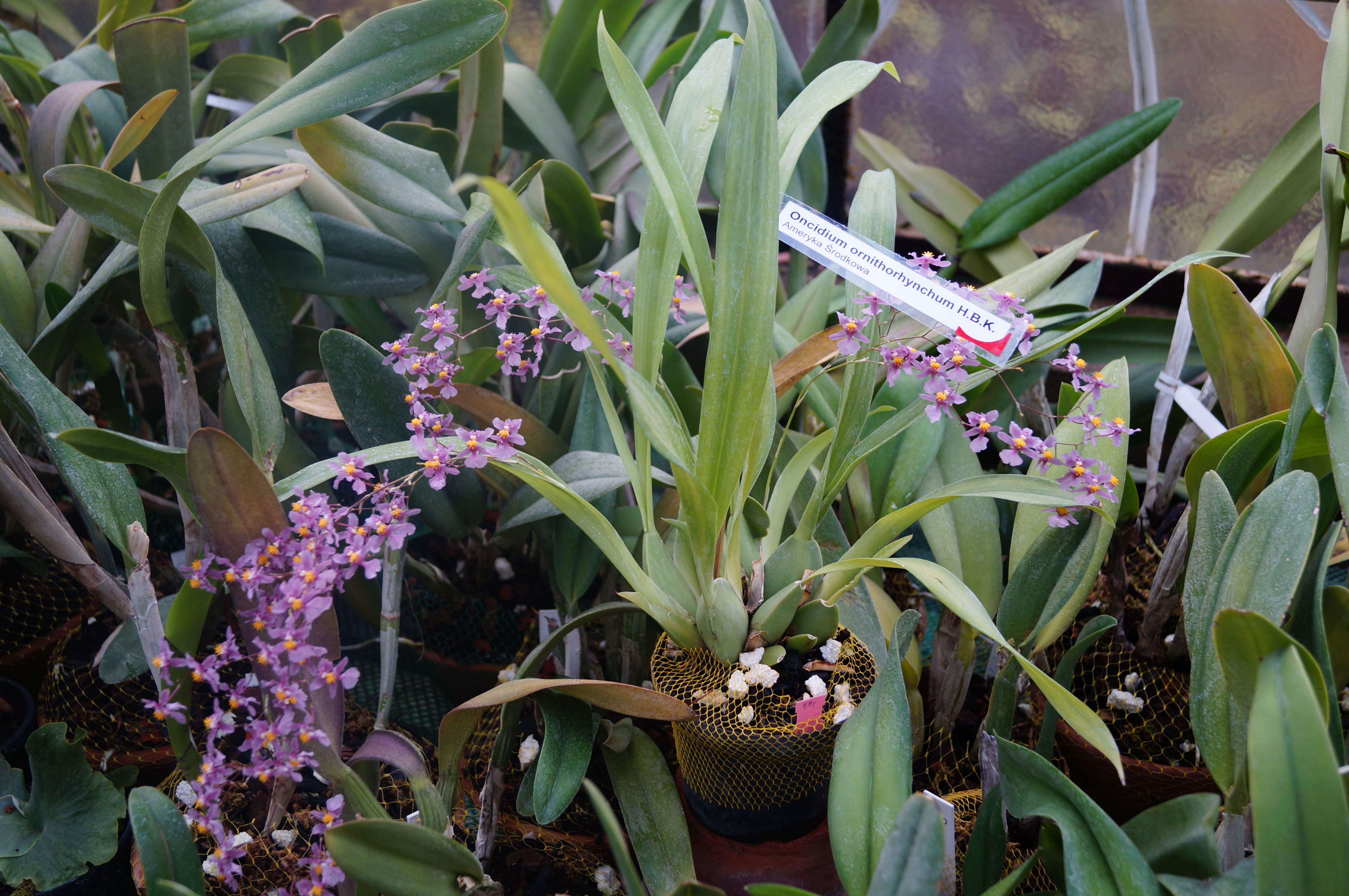
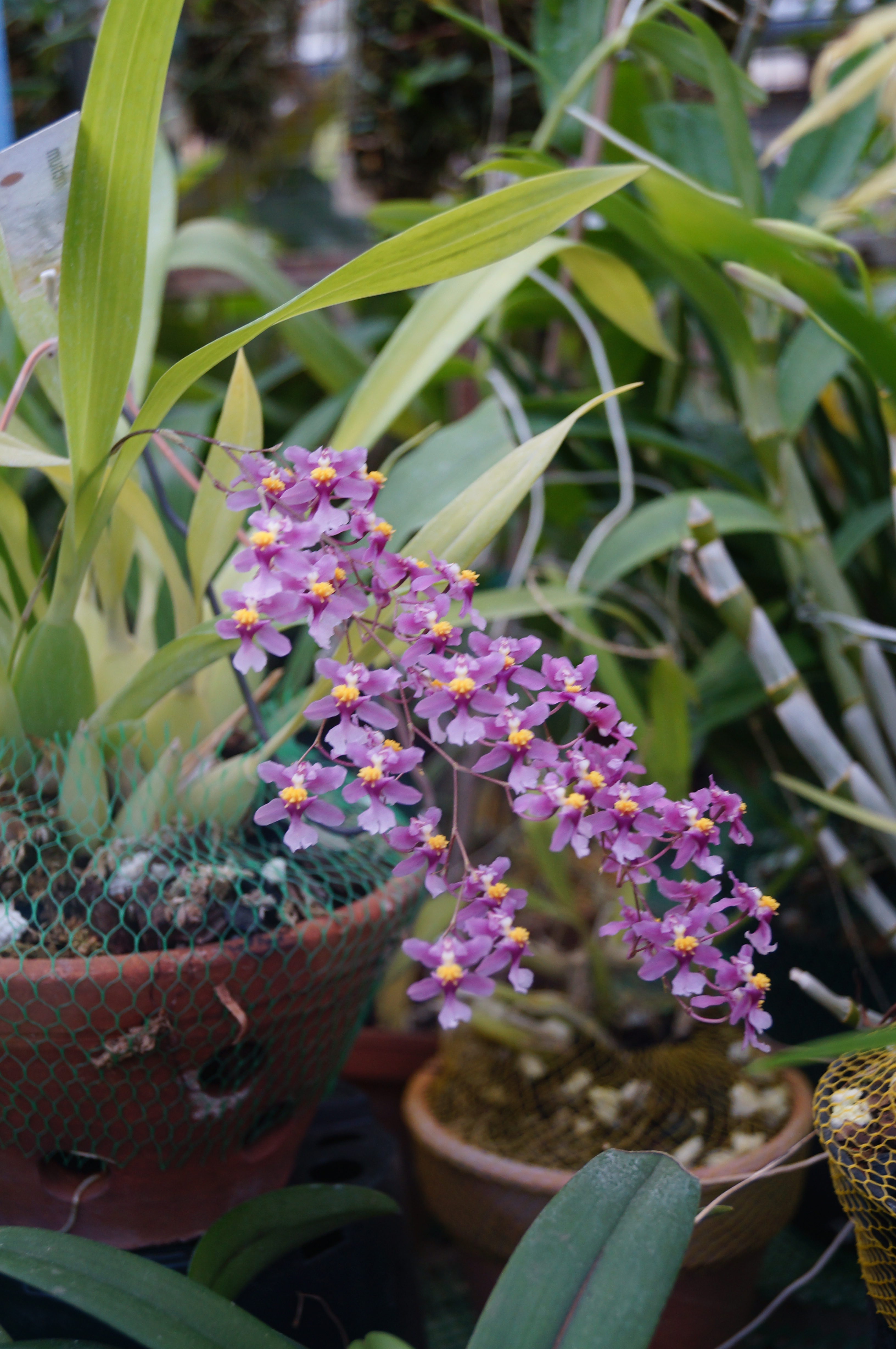
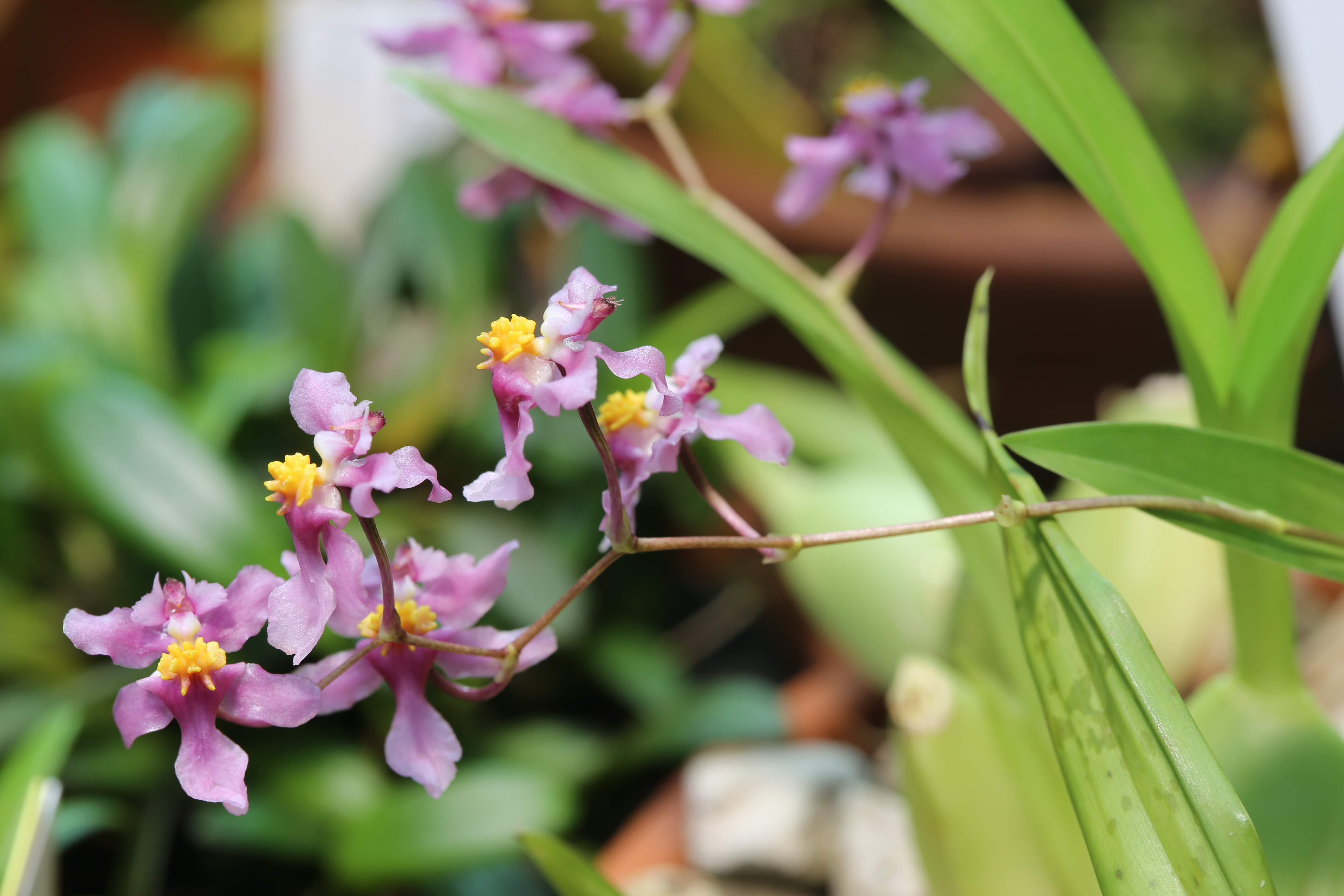
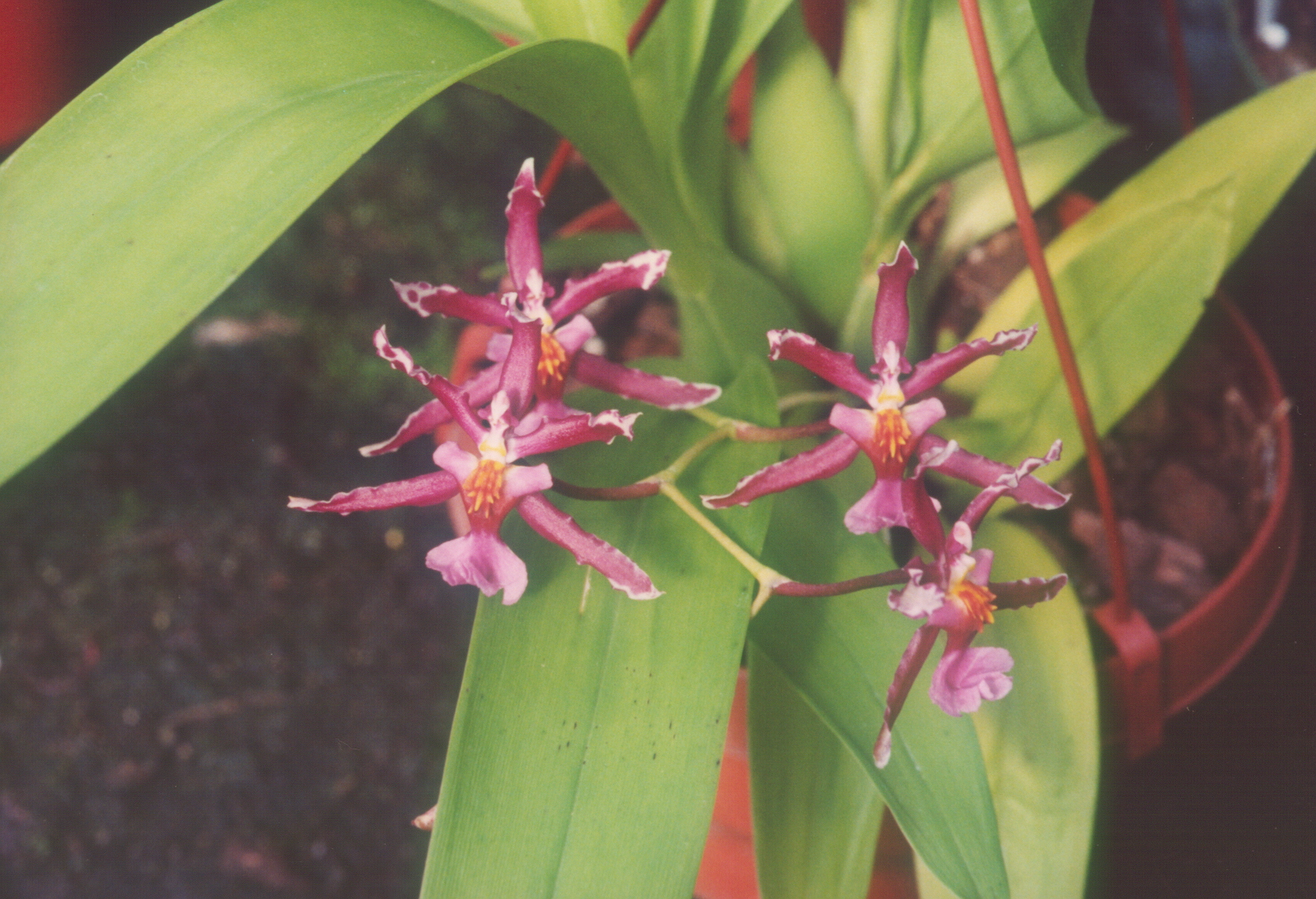
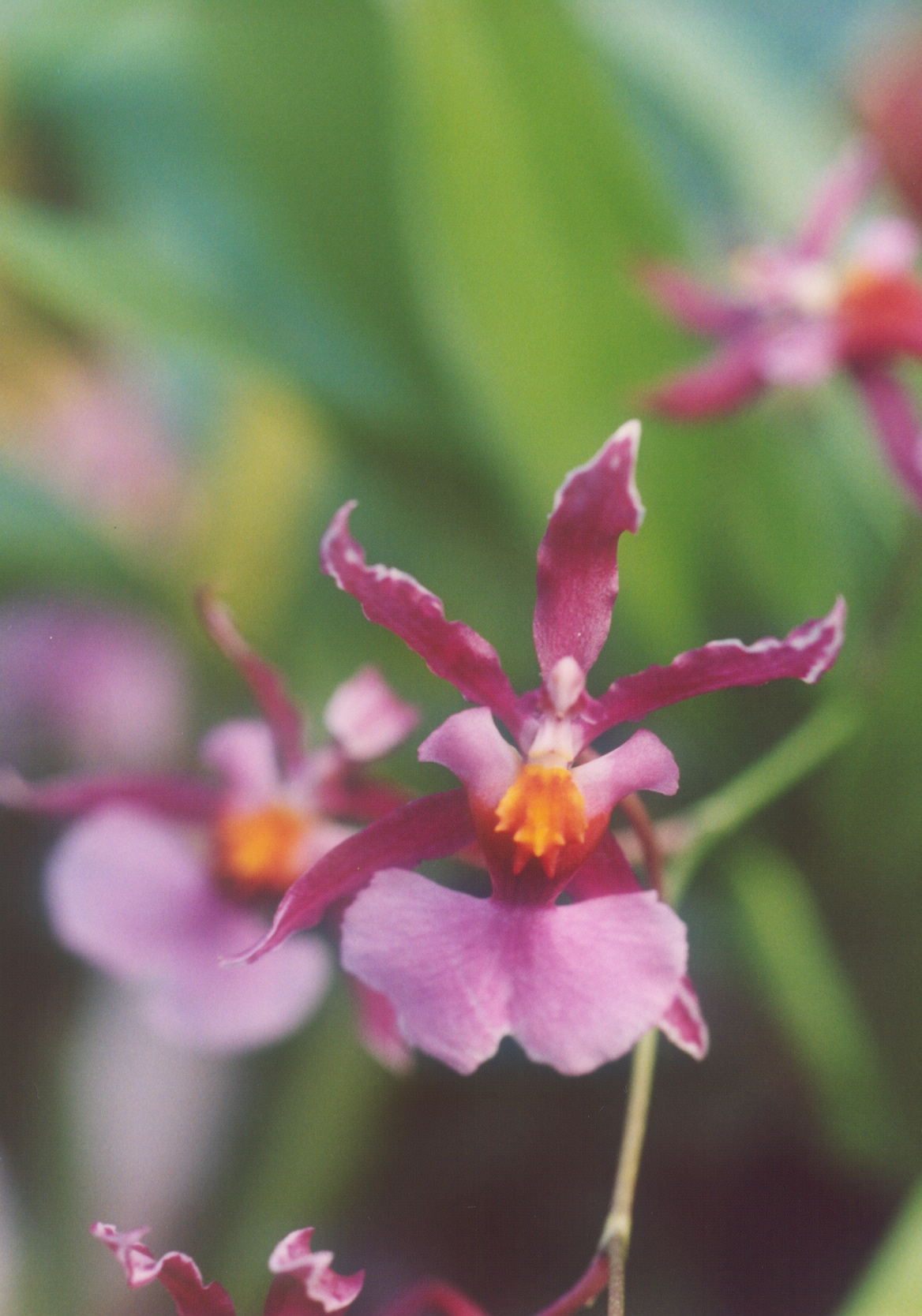
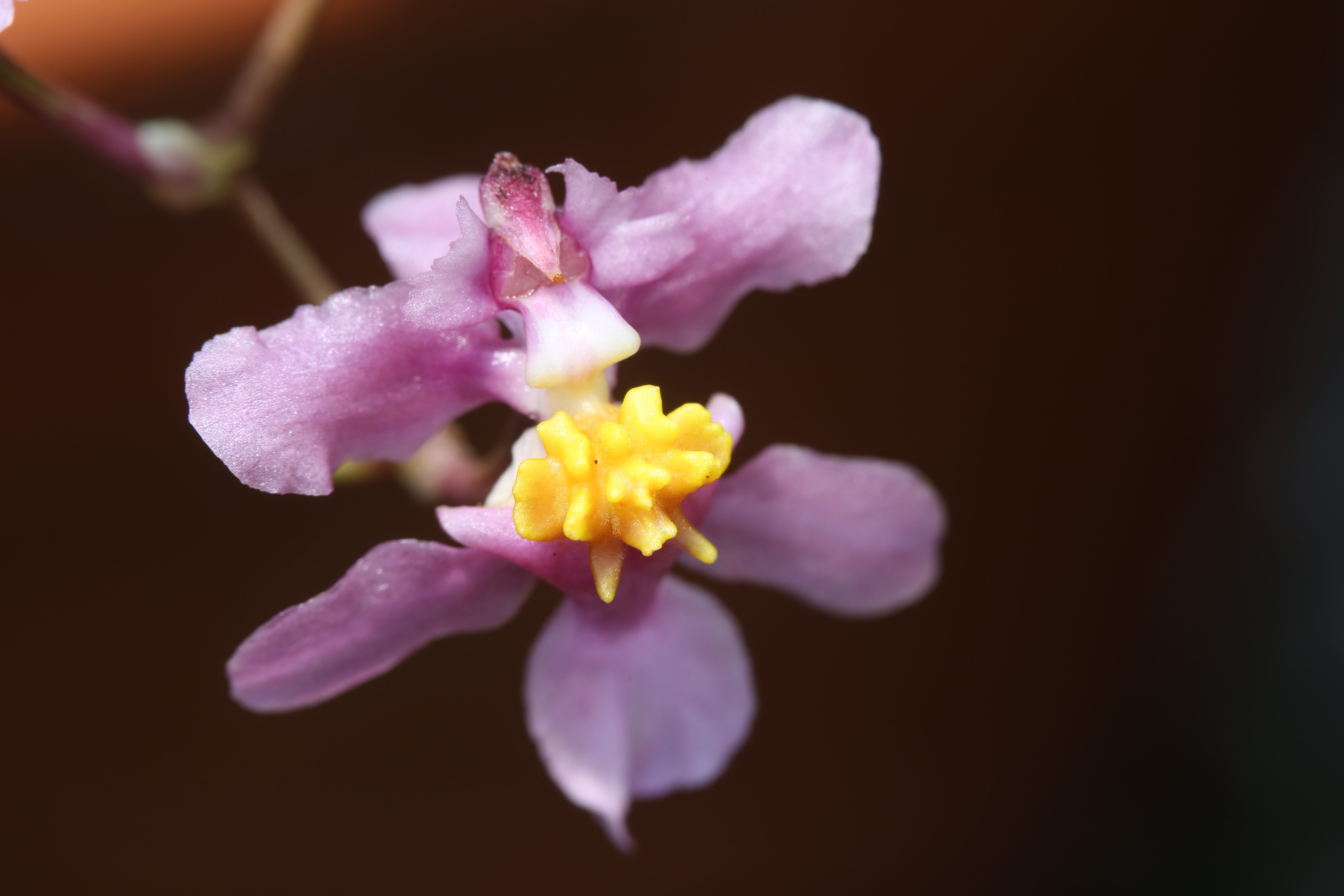

### Illustrationer

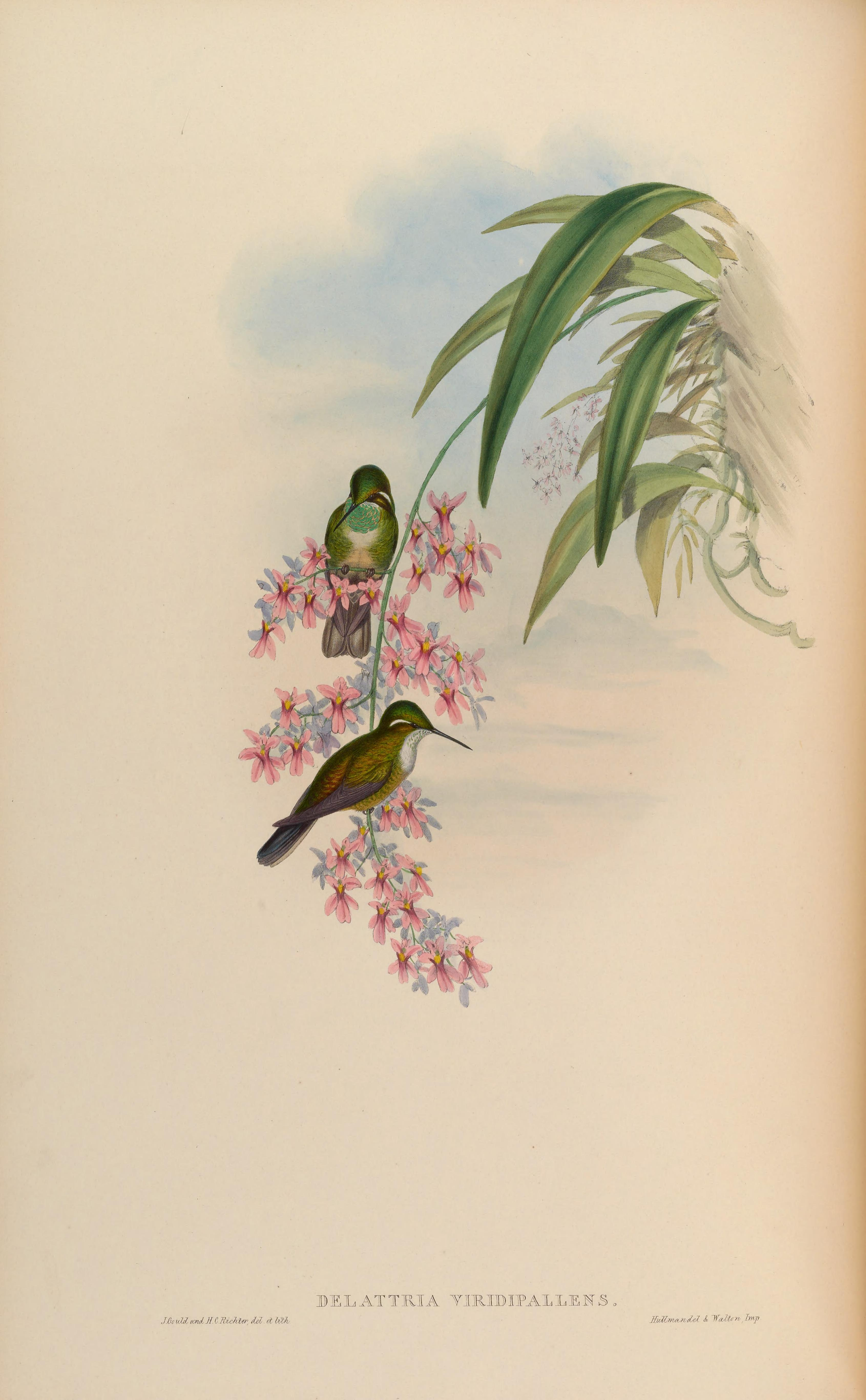
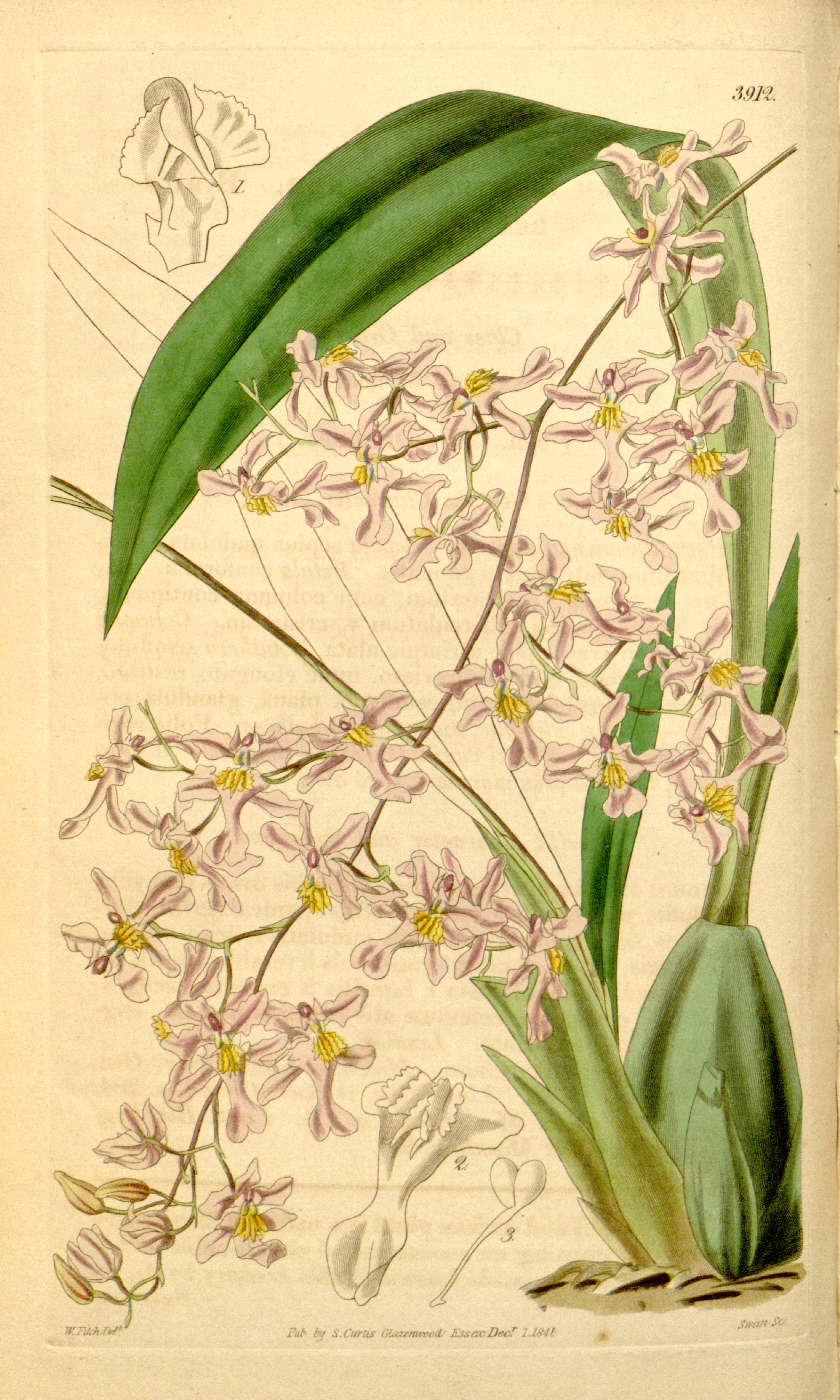
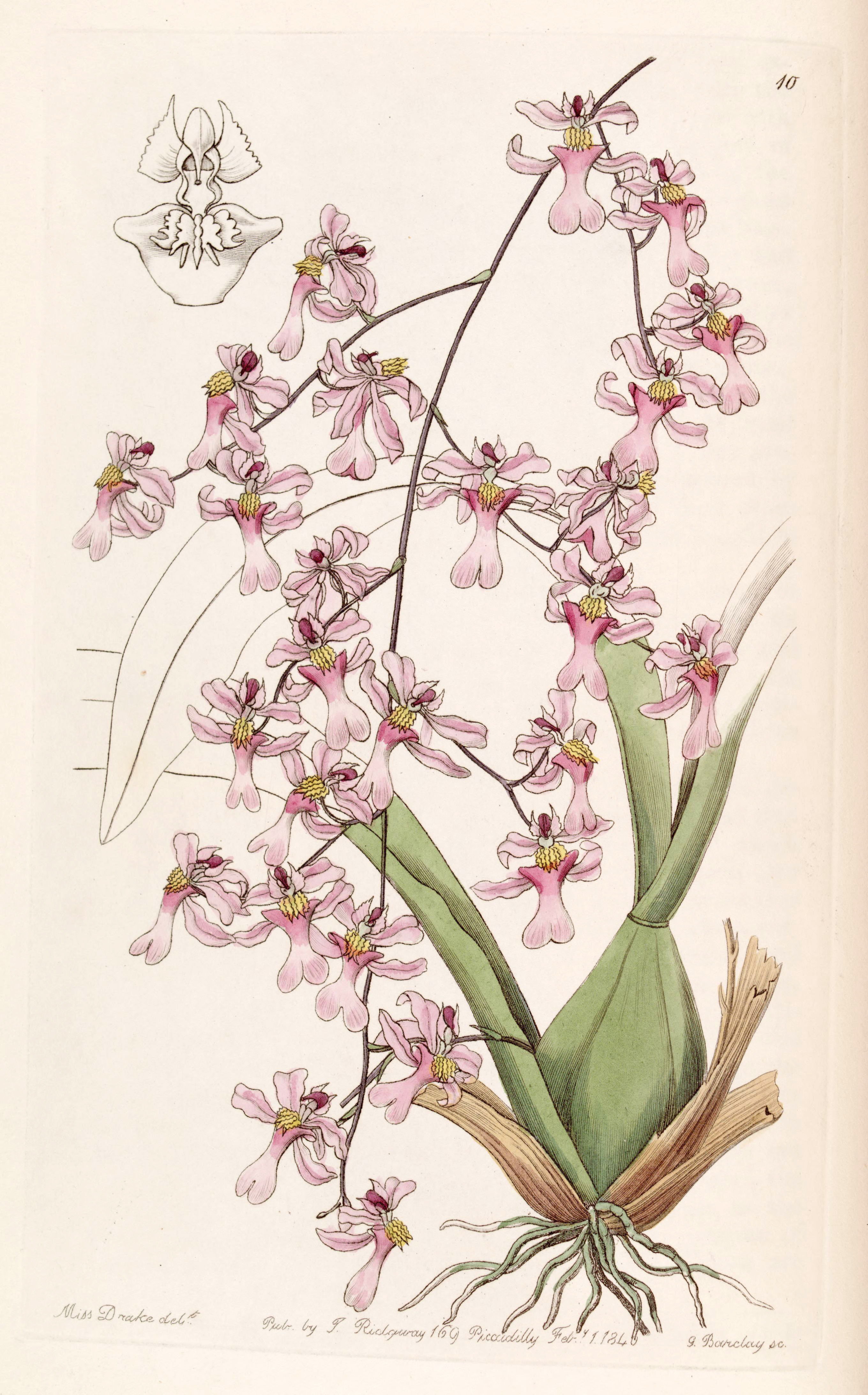
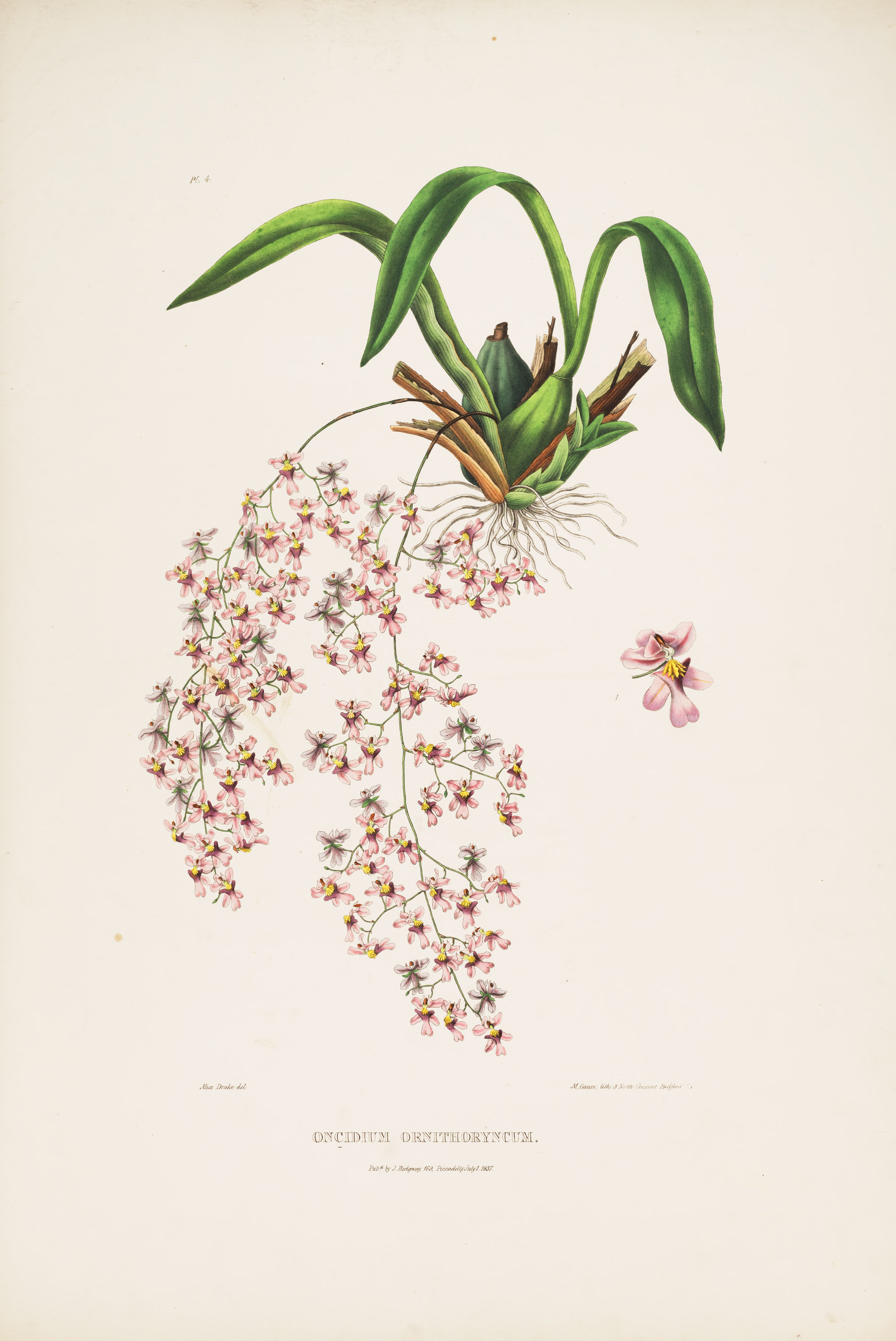